# Manetho
Manetho là một nhà sử học đồng thời là giáo sĩ Ai Cập cổ đại, sống vào thời Ptolemaios. Ông đã có nhiều đóng góp lớn về nghiên cứu lịch sử Ai Cập. Ông cho rằng Ai Cập cổ có 31 vương triều kế tiếp nhau kể từ khi vua Menes thống nhất Ai Cập và sáng lập Vương triều thứ Nhất. Manetho cũng chia Ai Cập thành 3 thời kì: Cổ, Trung và Tân Vương quốc Ai Cập.
Thừa lệnh của vua Ptolemaios I Soter (305 TCN-282 TCN), Manetho đã viết một bộ sử thi về 31 triều đại Ai Cập nối tiếp nhau cai trị. Quyển này có nhan đề là Aegyptiaca (Lịch sử Ai Cập).